# Badevel
Badevel – miejscowość i gmina we Francji, w regionie Burgundia-Franche-Comté, w departamencie Doubs.
Według danych na rok 1990 gminę zamieszkiwały 723 osoby, a gęstość zaludnienia wynosiła 194 osoby/km² (wśród 1786 gmin Franche-Comté Badevel plasuje się na 226. miejscu pod względem liczby ludności, natomiast pod względem powierzchni na miejscu 905.).